# Ernst Sieber
Ernst Sieber (ur. 24 lutego 1927 w Horgen, zm. 19 maja 2018 w Zurychu) – szwajcarski duchowny protestancki, działacz społeczny i polityk.

## Życiorys
Urodził się 24 lutego 1927 w Horgen pod Zurychem. Jego rodzicami byli Hans Sieber, elektromechanik z zawodu, i Katharina Josepha z domu Hess. Zanim rozpoczął studia teologiczne pracował fizycznie w gospodarstwie rolnym. Ukończył szkołę rolniczą Strickhof. W 1950 zdał maturę w trybie wieczorowym (zweiten Bildungsweg). Był pastorem Kościoła Ewangelicko-Reformowanego. Został ordynowany w 1956. Przez 25 lat prowadził różne parafie. Był też kapelanem więziennym. Od 1991 do 1995 zasiadał w izbie niższej szwajcarskiego parlamentu z ramienia Ewangelickiej Partii Ludowej. Był znany jako opiekun bezdomnych, uzależnionych i innych osób wykluczonych ze społeczeństwa. Pracował z alkoholikami i narkomanami. Od 1963 działał społecznie. W 1987 otrzymał doktorat honorowy od Wydziału Teologicznego. W 1988 założył organizację dobroczynną Sozialwerke Pfarrer Sieber. W 2013 został wyróżniony przez władze miasta Zurycha w pięćdziesięciolecie pracy społecznej. Na jubileusz dziewięćdziesięciolecia otrzymał Beobachter Prix Courage. Zmarł w wieku 91 lat.

## Życie prywatne
Był mężem Sonji Sieber-Vasalli. Wychowywał ośmioro dzieci, w tym czwórkę przysposobionych.